# Židé v Bělorusku
Židé v Bělorusku jsou jednou z národností, které tradičně žily na území dnešního Běloruska. Před druhou světovou válkou tvořila židovská komunita třetí největší etnickou skupinu v zemi.

## Charakter židovské populace

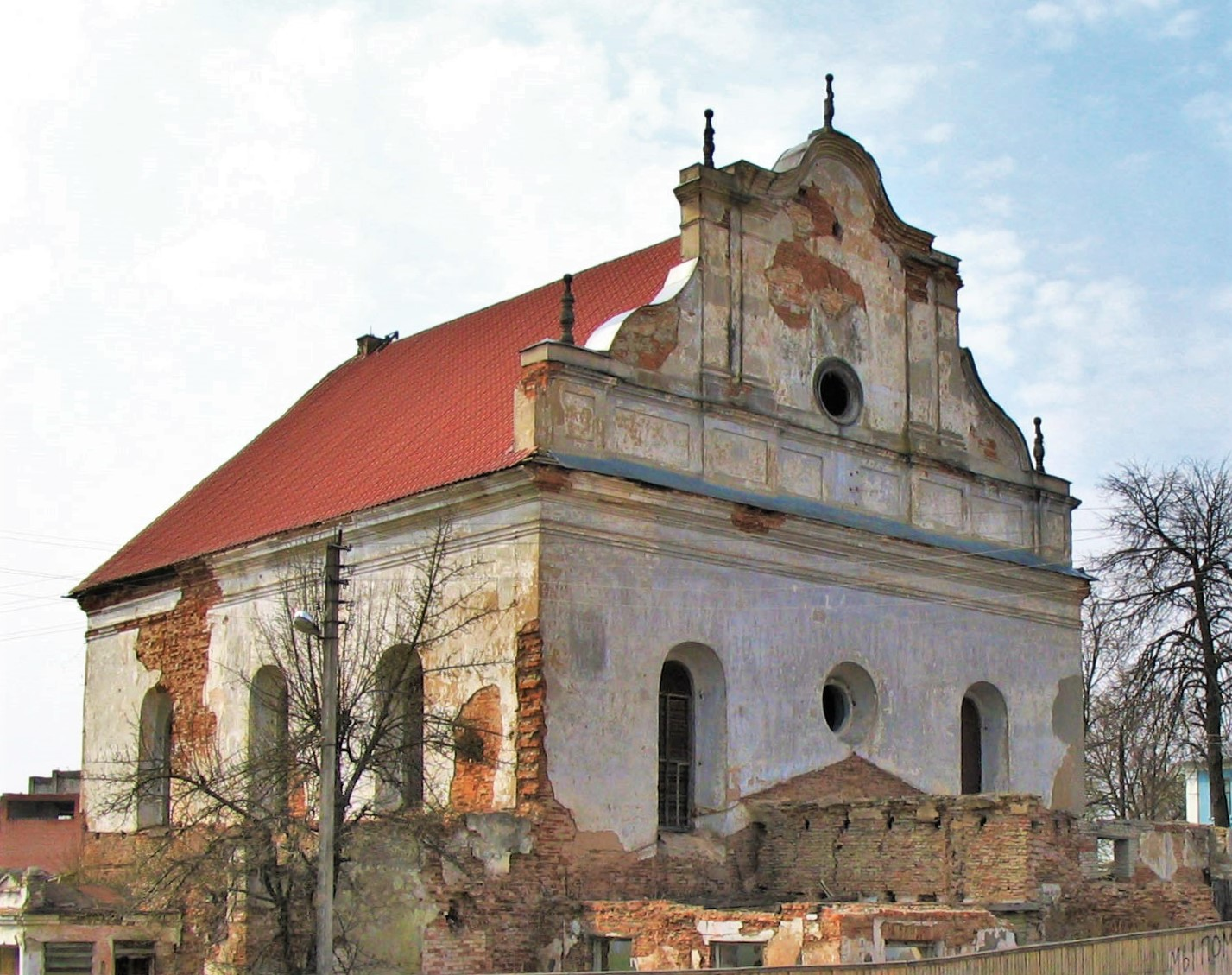
Slonimská synagoga ze 17. století

Zatímco samotní Bělorusové žili povětšinou ve vesnických oblastech, tvořili Židé a Poláci více než 40 % městského obyvatelstva. Města jako Minsk, Pinsk, Mohylev, Bobrujsk, Vitebsk a Homel měla dokonce přes 50 % obyvatelstva židovského. V roce 1897 bylo v Bělorusku celkem 724 548 Židů, což bylo 13,6 % celkové populace. V době Sovětského svazu bylo židům v BSSR umožněno přihlásit se k „židovské národnosti“. Během holokaustu bylo vyvražděno 800 tisíc Židů - přibližně 90 % běloruské židovské populace. V roce 2002 v Bělorusku žilo 24 300 Židů.

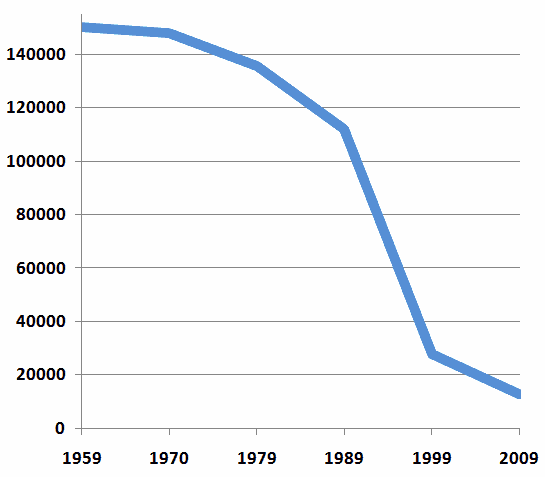
Počty židovského obyvatelstva v Bělorusku

Mezi známé Židy běloruského původu patří například malíř Marc Chagall, politik Chajim Weizmann, Aba Achime'ir nebo Menachem Begin.

## Židovské osídlení v Litevském velkoknížectví

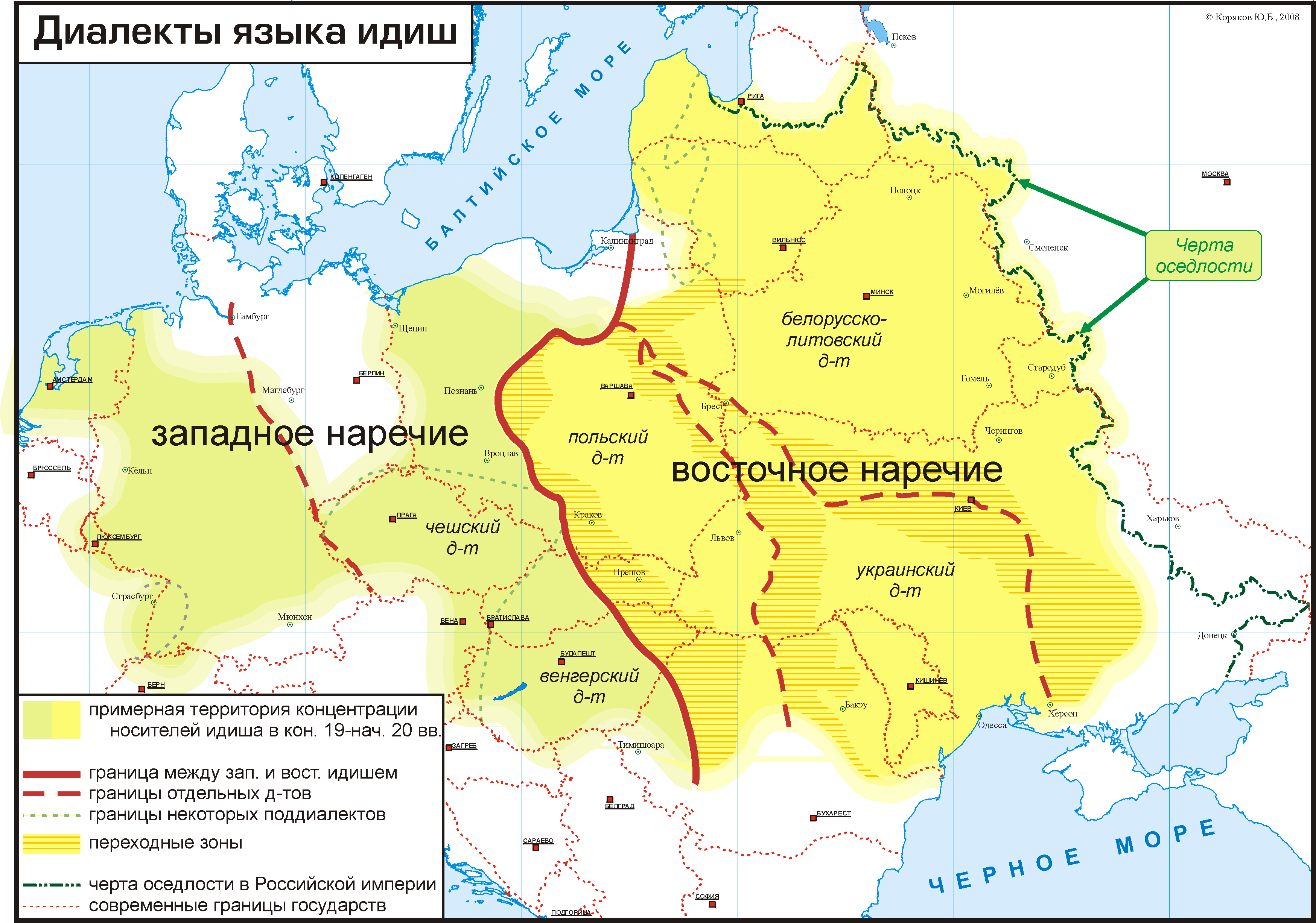
Šíření jidiš v Evropě v 19. století. Území Běloruska je zcela pokryto.

První dokument svědčící o židovském osídlení, a tedy existenci judaismu na území dnešního Běloruska, pochází z doby vlády litevského velkoknížete Gediminase.
V roce 1324 Gediminas ve svém dopise arcibiskupovi v Rize stěžoval na porušení míru křižáky a útok na hrad Mjadzel. Na cestě z Polocku křižáci zabili 6 synogtonů, tj. židů.
24. června 1388 vydal litevský kníže Vytautas v Lucku privilegium pro Židy z Brestu, aby podpořil jejich další přesídlení. Výsada je obdobou Kališského zákona vydaného polským knížetem Boleslavem V. v roce 1264. Vytautova privilej stanovila zásady pobytu Židů v Litevském velkoknížectví. Za zavraždění Žida byl uložen stejný trest jako za vraždu šlechtice. Židům bylo dovoleno svobodně vykonávat své rituály a zapojovat se do majetkových a hypotečních transakcí. Na kauci bylo dovoleno brát jakékoli věci, kromě křesťanského náboženského náčiní a „krvavých“ předmětů, tj. převzatých po zavražděných. Kromě toho bylo dle papežských dekretů zakázáno obvinit Židy z používání křesťanské krve. Byly také položeny základy autonomie židovské komunity. 18. června 1389 udělil Vytautas privilegium Židům z Grodna. Tento dokument stanovil hranice osídlení židovské komunity, osvobodil synagógu a hřbitov od daní a upravil také obchodní vztahy ve městě.  Okamžitému vystoupení Židů v litevském velkoknížectví předcházely židovské pogromy během moru, který v letech 1348-1351 postihl evropská města (Basilej, Štrasburk, Tulon, Špýr, Erfurt).
V roce 1495 vydal litevský kníže Alexandr Jagellonský dekret o vyhnání Židů, ale v roce 1503 jej opět zrušil. V roce 1514 byl ustanoven post vrchního rabína Litevského velkoknížectví (stal se jím Michel Juzefovič). V roce 1566 nařídil zákon Židům nosit žluté čapky.
V roce 1572 se rabín Mordechaj Jaffe přestěhoval z Prahy do Grodna. V letech 1575-1580 byla postavena Velká synagoga v Grodně, Bychovská synagoga vznikla ve 20. letech 17. století a Slonimská synagoga byla postavena v roce 1642. Roku 1623 byl založen litevský Va'ad - orgán židovské samosprávy na území Litevského velkoknížectví (jako součást Va'adu čtyř zemí) s centrem v Brestu. Vedle Brestu zahrnoval litevský Vaad zpočátku ještě komunity v Hrodně a Pinsku, které měly status „hlavní“. Až do 19. století se území Běloruska v hebrejském jazyce nazývalo Litva (v jidiš‎ lite), ale pro běloruské Židy zůstal název Litváci (v jidiš ליטוואַק‎‎).
Na jaře roku 1649 trpělo židovské obyvatelstvo v Homelu nájezdem kozáků Martina Nebaby  a v roce 1654 vtrhlo na území Běloruska 25 000 vojáků ukrajinského hejtmana Ivana Zolotarenka  a provedli pogromy na tamní židovské obyvatelstvo. Postižena bylo hlavně města Homel, Žlobin, Rogačev a Bobrujsk. 
V roce 1652 získala komunita ve Vilně status „hlavní“ komunity litevské židovské rady - Va'adu. V roce 1658 v Minsku vznikla první ješiva. V roce 1720 se na území Běloruska narodil rabi Ga'on Vilensky, který položil základ hnutí Mitnagdim.
V 18. století se v Bělorusku začal šířit chasidismus Menachema Mendela z Vitebsku. V Ljozně se roku 1767 magidem stal žák Menchema Mendela, Alter Rebbe, který v roce 1772 založil hnutí Chabad. Ve městech v Bělorusku se v té době formoval charakteristický způsob života včetně zvláštního dialektu jidiš.